# Elisabetta Manfredini

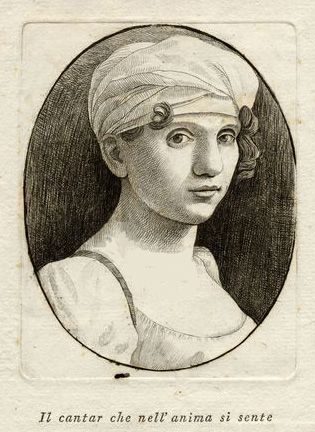
Elisabetta Manfredini-Guarmani

Antonia Elisabetta Manfredini-Guarmani (auch genannt Elisa Manfredini) (* 2. Juli 1780 in Bologna; † nach 1825) war eine italienische Sopranistin.

## Leben
Elisabetta Manfredini war die Tochter des Komponisten und Musiktheorikers Vincenzo Manfredini und der Maria Monari. Aus der Musikerfamilie der Manfredini gingen unter anderem der Komponist Francesco Manfredini, Elisabeths Großvater, ihr Urgroßvater (ein Posaunist), sowie ein Onkel, der berühmte Kastrat Giuseppe Manfredini, hervor.
Elisabetta war neun Jahre alt, als sie ihren Vater verlor. Im Jahre 1809 begann sie ihre Karriere als Opernsängerin und arbeitete mit Gioachino Rossini zusammen. Dieser setzte Elisabetta schon 1812 in seiner Oper Ciro in Babilonia in der Rolle der Amira ein, die Rossini für Elisabettas Stimme geschrieben hatte. Die Oper wurde mehrfach wiederaufgeführt. Rossini schrieb noch weitere Rollen für sie, als letzte die Titelpartie in der Oper Adelaide di Borgogna.
Elisabetta Manfredini sang mehrere Male im Teatro La Fenice in Venedig, im Teatro alla Scala in Mailand sowie im Teatro Argentina in Rom.
1819 sang Elisabetta Manfredini in Lucca in der Oper La rosa bianca e la rosa rossa und in Medea in Corinto in Bergamo im Jahre 1820, beide von Johann Simon Mayr, sowie zwischen 1820 und 1824 in Rossinis Opern Otello, ossia Il moro di Venezia, Aureliano in Palmira und Zelmira in Bergamo, Perugia, Modena, Macerata und Ferrara.
Die lyrische Kunst der Elisabetta ist heutzutage immer noch anerkannt: Dennis Libby schreibt, dass sie eine „highly successful career“ gehabt habe, während Elizabeth Forbes in ihre biographischen Aufzeichnungen mit folgender Feststellung zusammenfasst: „To judge from the music composed for her by Gioachino Rossini, she had a voice of exceptional flexibility“ (dt.: „Der Musik nach zu schließen, die G. Rossini für sie komponiert hat, muss sie eine Stimme von außerordentlicher Modulationsfähigkeit besessen haben“).

## Rollen und Bühnen
(Das angegebene Datum bezieht sich auf die Premiere)
- Egla in Giobbe, Oratorium von Stefano Pavesi, Teatro del Corso in Bologna, 11. März 1810.
- Giovanna in Die Jahreszeiten von Joseph Haydn, Liceo Filarmonico in Bologna, 21. Mai 1811 (Gioachino Rossini war dabei „Maestro al cembalo“).
- Amira in Ciro in Babilonia, von Gioachino Rossini, Teatro Comunale in Ferrara, 12. März 1812 (Uraufführung).
- Aspasia in Aspasia e Cleomene von Stefano Pavesi, Teatro della Pergola in Florenz, 1812.
- Amenaide in Tancredi von Gioachino Rossini, Gran Teatro La Fenice in Venedig, 3. Februar 1813 (Uraufführung).
- Aldimira in Sigismondo von Gioachino Rossini, Teatro alla Scala in Mailand, 26. Dezember 1814.
- Mandane in L’eroismo in amore von Ferdinando Paër, Teatro alla Scala in Mailand, 26. Dezember 1815 (Uraufführung).
- Ginevra in Ginevra di Scozia von Johann Simon Mayr, Teatro alla Scala in Mailand, 1816.
- Adelaide in Adelaide di Borgogna von Gioachino Rossini, Teatro Argentina in Rom, 27. Dezember 1817 (Uraufführung).
- Cristina in Eduardo e Cristina von Gioachino Rossini, Bologna, 1820; Modena und Perugia 1822.
- Desdemona in Otello von Gioachino Rossini, Teatro della Società in Bergamo, 1821.

## Bibliographie
- Giovanni Manfredini, Alcune notizie biografiche di Vincenzo Manfredini, Handschrift, I-Baf.
- Giovanni Manfredini, handgeschriebene Briefe, I-Fn.
- Jean Grundy Fanelli, The Manfredini Family of Musicians of Pistoia, 1684–1803, in: Studi musicali, 26 (1997), pp. 187–232.
- Leonella Grasso-Caprioli, Manfredini, Elisabetta, in: Dizionario biografico degli Italiani, LXVIII, Istituto dell’Enciclopedia Italiana, Rom, 2007.
- Elizabeth Forbes: Manfredini, Elisabetta. In: Stanley Sadie (Hrsg.): The New Grove dictionary of opera. 3 Lon-Rod. Macmillan, London 1994, ISBN 0-935859-92-6, S. 182.
- Dennis Libby: Manfredini, Vincenzo. In: Stanley Sadie (Hrsg.): The New Grove dictionary of opera. 3 Lon-Rod. Macmillan, London 1994, ISBN 0-935859-92-6, S. 182.

## Noten und Referenzen
1. ↑  Bezüglich des Geburtsdatum gibt est eine Inkonsistenz zwischen den beiden Artikeln des Grove Dictionary of Opera : das erste (von D. Libby verfasst) hält das Jahr 1786 während E. Forbes 1790, welches wahrscheinlicher erscheint.

| Personendaten    | Personendaten                                                                   |
| ---------------- | ------------------------------------------------------------------------------- |
| NAME             | Manfredini, Elisabetta                                                          |
| ALTERNATIVNAMEN  | Manfredini, Elisa; Manfredini-Guarmani, Antonia Elisabetta (vollständiger Name) |
| KURZBESCHREIBUNG | italienische Sängerin                                                           |
| GEBURTSDATUM     | 2. Juli 1780                                                                    |
| GEBURTSORT       | Bologna                                                                         |
| STERBEDATUM      | nach 1825                                                                       |